# Warren Gatland
Warren David Gatland (Hamilton, 17 de septiembre de 1963) es un entrenador y exjugador neozelandés de rugby que se desempeñaba como hooker.

## Carrera

### Como jugador
Gatland nació en Hamilton, Nueva Zelanda y se educó en la escuela preparatoria para varones de Hamilton y la universidad de Waikato. 
Jugó 17 partidos no internacionales para Nueva Zelanda pero nunca ganó ninguna gorra internacional. 
Su primer juego como "All Black"  fue en el año de 1988, cuando se dice que introdujo un juego híbrido de fútbol australiano con reglas gaélicas en las sesiones de entrenamiento, que fueron bien recibidas por los otros jugadores.
Gatland se convirtió en el poseedor del récord de la mayoría de los juegos para Waikato cerca del final de la temporada de 1994. Terminó la temporada con 140 juegos en total y anunció su retiro antes del inicio de la temporada de 1995.

### Como entrenador
Es padre del también jugador de rugby; Bryn Gatland. Es el segundo kiwi en ser entrenador de los British and Irish Lions, tras Graham Henry y el extranjero que más veces los entrenó; ya que estuvo al frente en las giras a Australia 2013 y Nueva Zelanda 2017.

#### Participaciones en Copas del Mundo
| Mundial                       | Sede          | Equipo  | Resultado        | PJ | PG | PE | PP | Pts + | Pts - |
| ----------------------------- | ------------- | ------- | ---------------- | -- | -- | -- | -- | ----- | ----- |
| Copa Mundial de Rugby de 1999 | Gales         | Irlanda | Octavos de final | 4  | 2  | 0  | 2  | 124   | 73    |
| Copa Mundial de Rugby de 2011 | Nueva Zelanda | Gales   | Cuarto puesto    | 7  | 4  | 0  | 3  | 228   | 74    |
| Copa Mundial de Rugby de 2015 | Inglaterra    | Gales   | Cuartos de final | 5  | 3  | 0  | 2  | 130   | 85    |
| Copa Mundial de Rugby de 2019 | Japón         | Gales   | Cuarto puesto    | 7  | 5  | 0  | 2  | 189   | 147   |

## Palmarés
- Campeón del Torneo de las Seis Naciones de 2008, 2012, 2013 y 2019.
- Campeón de la Copa de Campeones de 2003–04.
- Campeón de la Copa Desafío de 2002–03.
- Campeón de la Premiership Rugby de 2002–03, 2003–04 y 2004–05.
- Campeón de la Mitre 10 Cup de 2006.
- Campeón del National Provincial Championship de 1992.